# Унтеренгстринген
Унтеренгстринген (нем. Unterengstringen) — коммуна в Швейцарии, в кантоне Цюрих.
Входит в состав округа Дитикон. Население составляет 3058 человек (на 31 декабря 2007 года). Официальный код — 0249.